# 포스파티딜에탄올아민

세균에서 다양한 인지질(포스파티딜에탄올아민 포함)의 생합성

포스파티딜에탄올아민(영어: phosphatidylethanolamine, PE)은 생체막에서 발견되는 인지질의 한 종류이다. 포스파티딜에탄올아민은 사이티딘 이인산-에탄올아민을 다이글리세라이드에 첨가하여 합성되며, 사이티딘 일인산은 방출된다. S-아데노실메티오닌은 후속적으로 포스파티딜에탄올아민의 아민을 메틸화하여 포스파티딜콜린을 생성할 수 있다.

## 기능

주요 막 지질: 포스파티딜콜린(PtdCho), 포스파티딜에탄올아민(PtdEtn), 포스파티딜이노시톨(PtdIns), 포스파티딜세린(PtdSer).

### 세포에서
포스파티딜에탄올아민은 모든 살아 있는 세포에서 발견되며, 전체 인지질의 25%를 차지한다. 인체생리학에서 포스파티딜에탄올아민은 특히 뇌의 백색질, 신경, 신경 조직, 척수에서 발견되며 천체 인지질의 45%를 차지한다.
포스파티딜에탄올아민은 세포분열의 세포질분열 동안 막 융합 및 수축 고리 분해에서 역할을 한다. 또한 포스파티딜에탄올아민은 막 곡률을 조절하는 것으로 생각된다. 포스파티딜에탄올아민은 여러 생물학적 경로에서 중요한 전구체, 기질 또는 공여체이다.
극성 머리 부분을 가지고 있는 포스파티딜에탄올아민은 포스파티딜콜린에 비해 더 점성이 있는 지질막을 생성한다. 예를 들어 다이-올레오일-포스파티딜에탄올아민의 녹는점은 -16 °C이고 다이-올레오일-포스파티딜콜린의 녹는점은 -20 °C이다. 지질에 두 개의 팔미토일 사슬이 있는 경우 포스파티딜에탄올아민은 63 °C에서 녹고 포스파티딜콜린은 41 °C에서 녹는다. 더 낮은 녹는점은 단순한 관점에서 더 많은 유체막에 해당한다.

### 사람에서
사람에서 포스파티딜에탄올아민의 대사는 심장에서 중요한 것으로 생각된다. 심장으로의 혈류가 제한되면 막 첨판 사이의 포스파티딜에탄올아민의 비대칭 분포가 중단되고 그 결과 막이 중단된다. 또한 포스파티딜에탄올아민은 간에서 지질단백질의 분비에 중요한 역할을 한다. 이는 골지체에서 나오는 초저밀도 지질단백질 분비용 소포가 초저밀도 지질단백질을 포함하는 다른 소포에 비해 상당히 높은 농도의 포스파티딜에탄올아민을 갖기 때문이다. 포스파티딜에탄올아민은 또한 단백질이나 핵산의 도움 없이도 감염성 프라이온을 전파할 수 있는 것으로 나타났는데, 이것은 포스파티딜에탄올아민의 고유한 특징이다. 포스파티딜에탄올아민은 또한 포스파티딜세린과 함께 작용하여 프로트롬빈으로부터 트롬빈의 형성을 촉매하는 두 단백질인 혈액응고 제V인자 및 혈액응고 제X인자에 대한 결합을 촉진함으로써 트롬빈 형성 속도를 증가시키기 때문에 혈액응고에 역할을 하는 것으로 생각된다. 엔도칸나비노이드인 아난다마이드의 합성은 N-아세틸기전이효소와 포스포라이페이스-D라는 2가지 효소의 연속적인 작용에 의해 포스파티딜에탄올아민으로부터 수행된다.

### 세균에서
포스파티딜콜린이 동물에서의 주요 인지질이라면 포스파티딜에탄올아민은 세균에서의 주요 인지질이다. 세균의 막에서 포스파티딜에탄올아민의 주요 역할 중 하나는 음이온성 막 인지질로 인한 음전하를 퍼뜨리는 것이다. 대장균에서 포스파티딜에탄올아민은 젖당을 세포 내로 능동수송시키는 젖당 투과효소를 지원하는 역할을 하며 다른 수송 시스템에서도 역할을 할 수 있다. 포스파티딜에탄올아민은 젖당 투과효소 및 다른 막 단백질의 조립에서 역할을 한다. 포스파티딜에탄올아민은 막 단백질이 제대로 기능을 할 수 있도록 3차 구조로 올바르게 접히도록 돕는 "샤페론" 역할을 한다. 포스파티딜에탄올아민이 존재하지 않으면 수송 단백질은 잘못된 3차 구조를 가지게 되며 올바르게 기능을 수행할 수 없게 된다.
포스파티딜에탄올아민은 또한 세균의 다약물 수송체가 적절하게 기능을 수행할 수 있게 하고 수송체가 적절하게 열리고 닫히는 데 필요한 중간생성물을 형성하게 한다.

## 구조

에탄올아민의 구조

레시틴에서 포스파티딜에탄올아민은 2개의 지방산과 인산으로 에스터화된 글리세롤의 조합으로 구성된다. 인산기는 포스파티딜콜린에서 콜린과 결합하는 반면, 포스파티딜에탄올아민에서는 에탄올아민과 결합한다. 두 지방산은 서로 동일하거나 다를 수 있으며 일반적으로 1, 2 위치에 있다(1, 3 위치에 있을 수도 있음).

## 합성
포스파티딜세린 탈카복실화 경로 및 사이티딘 이인산-에탄올아민 경로는 포스파티딜에탄올아민을 합성하는 데 사용된다. 포스파티딜세린 탈카복실화효소는 첫 번째 경로에서 포스파티딜세린을 탈카복실화하는 데 사용하는 효소이다. 포스파티딜세린 탈카복실화 경로는 미토콘드리아 막에서 포스파티딜에탄올아민의 주요 합성원이다. 미토콘드리아 막에서 생성된 포스파티딜에탄올아민은 또한 사용을 위해 세포 전체를 통해 다른 막으로 운반된다. 포스파티딜콜린 합성을 반영하는 과정에서 포스파티딜에탄올아민은 또한 에탄올아민을 기질로 사용하여 사이티딘 이인산-에탄올아민 경로를 통해 만들어진다. 세포질과 소포체 모두에서 일어나는 여러 단계를 통해 합성 경로는 포스파티딜에탄올아민의 최종 생성물을 생성한다. 포스파티딜에탄올아민은 또한 대두 또는 계란 레시틴에서 풍부하게 발견되며 크로마토그래피 분리를 사용하여 상업적으로 생산된다.

### 조절
포스파티딜세린 탈카복실화 경로를 통한 포스파티딜에탄올아민의 합성은 미토콘드리아 내막에서 빠르게 일어난다. 그러나 포스파티딜세린은 소포체에서 만들어진다. 이 때문에 소포체에서 미토콘드리아 막으로 그리고 나서 미토콘드리아 내막으로의 포스파티딜세린의 수송은 이 경로를 통한 합성 속도를 제한한다. 이 수송 메커니즘은 현재 알려지지 않았지만 이 경로에서 합성 속도를 조절하는 역할을 할 수 있다.

## 음식에 존재, 건강 이슈
식품에 함유된 포스파티딜에탄올아민은 마이야르 반응의 일부로 분해되어 포스파티딜에탄올아민과 연관된 아마도리 산물을 생성한다. 이러한 생성물은 막 지질 과산화를 촉진하여 이들과 접촉하는 세포에 산화 스트레스를 유발한다. 산화 스트레스는 식품 변질 및 여러 질병을 유발하는 것으로 알려져 있다. 상당한 수준의 아마도리-포스파티딜에탄올아민 산물은 초콜릿, 두유, 유아용 조제분유 및 기타 가공식품과 같은 다양한 식품에서 발견되었다. 아마도리-포스파티딜에탄올아민 산물의 수준은 가공 온도가 높은 지질 및 당 농도가 높은 식품에서 더 높다. 추가 연구에서 아마도리-포스파티딜에탄올아민이 혈관 질환에서 역할을 할 수 있고 당뇨병이 암 발병률을 증가시킬 수 있는 메커니즘으로 작용할 수 있으며 잠재적으로 다른 질병에서도 역할을 할 수 있음을 발견했다. 아마도리-포스파티딜에탄올아민은 건강한 사람보다 당뇨병 환자의 혈장에서 농도가 더 높으며, 이는 이것이 질병의 발병에 역할을 하거나 질병의 산물일 수 있음을 나타낸다.

## 같이 보기
- 포스파티딜세린
- 포스파티딜콜린
- 포스파티딜이노시톨
- 포스파티딜글리세롤
- N-아실포스파티딜에탄올아민
- 포스파티딜에탄올아민 N-메틸기전이효소